# فرودگاه استیجاری شیکاگو
فرودگاه شیکاگوو ایگزکیتیو (به انگلیسی: Chicago Executive Airport) یک فرودگاه همگانی بهره‌برداری هوایی با کد یاتا PWK است که یک باند فرود آسفالت دارد و طول باند آن ۱۱۱۶ متر است. این فرودگاه در شهر شیکاگو کشور ایالات متحده آمریکا قرار دارد و در ارتفاع ۱۹۷ متری از سطح دریا واقع شده‌است.